# VS嵐
《VS嵐》，富士電視台遊戲節目，逢周四19:00至19:57（JST）播出。由嵐主持。2008年4月12日首播，2009年10月22日起，《VS嵐》正式升格為嵐的首個黃金時段節目。因應嵐將在2021年暫停團體活動，最終回4小時現場直播SP於2020年12月24日播出。接檔節目為由嵐成員相葉雅紀所主持的《VS魂》。台灣由緯來日本台的播出名稱為《嵐的大運動會》，以日語原音配中文字幕播出；2019年10月12日起改由WakuWaku Japan以《VS嵐-嵐的大運動會》為名稱播出。香港由無綫電視購入播映權，並由2012年4月8日起，逢星期日晚10時半在J2以日語、粵語雙語配中文字幕播出，後由2017年4月8日起，改為逢星期六晚7時播映。馬來西亞由Astro全佳HD2015年8月21日起每周五 21:00 - 22:00，以日語、華語雙語配英文字幕播出。

## 概要
- 遊戲規則是嵐5人加上1~2名plus one嘉賓（嵐事前不知道）組成嵐隊，與由5~7人組成的嘉賓隊進行4場遊戲對決（早期為5場遊戲）並累積分數，節目完結時得分較高的一隊獲勝。
- 2015年4月30日以前，嵐隊輸掉的時候會舉行「MDA」（Most Dame Arashi），選出本集中表現最差的嵐成員（可能會是Plus One嘉賓）接受懲罰（因平時MDA排列順序正中間為櫻井翔的紅色，故Plus One嘉賓使用「MDA」的顏色為紅色）。
- 在早期，節目完結時得分較高的一隊可獲得希望的獎品（嵐隊勝利時Plus One嘉賓獲得獎勵）。且若嵐隊勝利，節目最後會有10秒挑戰，利用不同遊戲將其簡化（也有網友提供），再由嵐隊成員進行10秒挑戰。如果挑戰成功，嵐隊會有獎賞。
- 節目佈景經過兩次更新，第一次為2009年10月22日節目升格為黃金檔時，第二次為2015年5月7日節目大幅升級時，兩次改版時節目Logo也會隨之更新，但遊戲道具僅在升格黃金檔時更新過外觀。
- 於2010年5月14日獲日本民間放送聯盟選為「希望青少年收看的節目」。[2]
- 2015年6月，報章透露每集《VS嵐》，嵐五子的主持酬勞合共約18萬港元。[3]

## 出演人員

### 主持
| 類別         | 成員 |
| 嵐隊固定成員 | 大野智、櫻井翔、相葉雅紀、二宮和也、松本潤 |
| 旁白         | 現任 伊藤利尋 （2008年4月12日 - 2012年3月29日）、（2013年4月4日 - 2015年4月30日）、（2018年4月19日 - ） 中村光宏 （2012年4月12日 - 2013年4月4日））、（2016年7月7日 - ） 谷岡慎一 （2016年11月10日 - ） 立本信吾 （2016年11月17日 - ） 已離任 天野博之 （2015年5月7日 - 2016年11月3日，在接任旁白之前曾四度擔任節目來賓） |

## 杰尼斯事务所出演一览
少年队：东山纪之
TOKIO：城岛茂、松冈昌宏、长濑智也、国分太一
V6：井之原快彦、坂本昌行、森田刚、三宅健、冈田准一、长野博
KinKi Kids：堂本光一
NEWS：手越祐也、小山庆一郎、加藤成亮、增田贵久
关西杰尼斯8：丸山隆平、横山裕、村上信五、安田章大、大仓忠义
KAT-TUN：中丸雄一、龟梨和也、上田龙也
Hey! Say! JUMP：山田凉介、知念侑李、中岛裕翔、八乙女光、高木雄也、伊野尾慧、有冈大贵、冈本圭人、薮宏太
Sexy Zone：中岛健人、佐藤胜利、松岛聪、菊池风磨、マリウス叶
A.B.C-Z：冢田僚一
Johnny's WEST：藤井流星、重冈大毅、桐山照史、滨田崇裕、小泷望、中间淳太、神山智洋
ふぉ〜ゆ〜：松崎祐介
King & Prince：岸优太、平野紫耀、永濑廉、高桥海人、岩桥玄树、神宫寺勇太
Snow Man：宮舘涼太、佐久间大介、渡边翔太、阿部亮平、向井康二、目黑莲
SixTONES：松村北斗、傑西、森本慎太郎
个人艺人：山下智久、生田斗真、风间俊介、长谷川纯、滨中文一、近藤真彦、中山优马、木村拓哉
小杰尼斯：大西流星、西畑大吾

## 主要環節

### 硬幣疊疊樂（Rolling Coin Tower）
- 每隊派出2人站在對角線上，2隊交互在自動旋轉桌上每人疊上3枚硬幣，每人約有5秒時間放置硬幣，硬幣塔倒下時遊戲結束。硬幣共有3種厚度，分別為3分（綠色）、5分（橙色）及10分（紫色），每疊上一個可獲得該硬幣對應的分數。此外讓硬幣倒下的一隊為敗，勝出隊伍可額外獲得50分(以前是100分)。
- 最高圈數紀錄為10圈，最低圈數紀錄為2圈
- 在每年的新年SP中通常會作為最後的對決，會使用與常規時不同的音效與佈景燈光進行遊戲，主要規則相同，但每次都需疊上3分、5分及10分硬幣各一個。
  - 過去玩法
    - 第一集硬幣分數為10分、20分和30分，第二集起改為5分、10分和20分，直至2008年8月30日。
    - 2010年10月28日前每隊參加人數為2人，其後開始增加每隊參加人數，從2011年6月16日開始每隊所有隊員都要參與遊戲。
    - 2013年11月14日前額外得分為100分。

### 絕壁攀岩（Cliff Climb）
- 港譯無人性攀石。
- 每隊派出2人或3人擔任爬手及2人以上擔任支援，其後於2018年5月10日起，可以派出4名爬手。爬手依靠可隨意插入的金屬柄子攀爬高6米、寬7.5米的牆，按下牆上各為5分（藍色／10個）、10分（黃色／10個）、30分（綠色／5個）的按鈕得分，登頂後亦需要按50分（金色／2個），合共400分。2分鐘內，2名爬手須分配好時間取得盡量多的分數。2018年4月26日起，當第2名爬手完成攀爬而尚有時間時，第1名爬手或第3名爬手可以在剩餘時間進行第3次攀爬，作為額外分數。
- 目前最高得分紀錄分別由2019年3月28日特別劇「砂之器」隊及2020年1月16日電視劇「10個秘密」隊所創下，皆為493分（剩餘31秒×3分）。
- 2020年8月6日Mr. VS嵐決定戰，TEAM相葉（中尾明慶+相葉雅紀）、TEAM松本（柴田英嗣+松本潤）及TEAM大野（知念侑李+大野智）分別拿下493分（剩餘31秒×3分）、529分（剩餘43秒×3分）、526分（剩餘42秒×3分），三隊皆打平/刷新目前紀錄。
- 障礙物：台場的下巴、台場的手指、把手升降機、水管、台場的肚臍、三角柱X2、台場的板條、乾冰、台場的階梯、台場的圓下巴
- 讓分：登頂按鈕改為100分、時間限制增加30秒、把手增多（此讓分僅給女性及小孩使用）
  - 過去玩法
    - 2008年9月6日前時間限制為90秒。
    - 2008年9月20日前按鈕只有100分（藍色）和50分（粉紅色），爬手和支援者各1人
    - 從2014年2月13日開始，剩餘秒數會乘以3，作為額外分數。（2016年1月3日至2017年8月10日的集數除外）
    - 从2016年1月3日开始，改为可随意组合的障碍物，2017年3月23日起增加台场的板条
    - 2018年3月8日前全取400分時，剩餘秒數會乘以3，作為額外分數。

### 雙重冰壺（Dual Curling）
- 2010年10月14日（特別篇）初登場。
- 2018年3月29日起，兩回合皆為團體賽，單回合每隊三人時有9個冰壺，每隊四人時則為12個冰壺，其中一枚（嘉賓隊有兩枚）為雙倍分數的Double Stone，並採用更貼近冰壺規則的回合制。兩隊需在“V”字形賽道兩端分别向同一個得分區域投擲冰壺。得分區有5分（黃色）、10分（橙色）、30分（紅色）。每回合比賽時間60秒（共分為三輪，每一輪為先攻10秒加上後攻10秒）。
- 兩隊在兩回合中輪流先攻，每回的一輪開始時先攻隊每人分別投擲一個冰壺，後攻隊的投擲路徑則有"Keep Out"字樣擋板示意無法攻擊。10秒後"Keep Out"擋板會移動至先攻隊，表示輪到後攻隊投擲，後攻隊以同樣規則進行10秒後該輪結束。三輪完畢後該回合結束，三個得分區分別升高（此時停在高得分區未過半之冰壺會滑落至次級分區），最後留在得分區的冰壺分別計入各隊得分。
- 另外，在2012年的新春SP設有特別玩法，稱為"Dual Curling R"，一共有3條軌道，讓3隊同時進行比賽。
- 2018年7月26日夏日SP中的"Dual Curling R"亦採行回合制模式，共3輪，前2輪三隊的擋板會分別升起10秒，並在第3輪升起全部擋板10秒。
- 讓分：有兩枚Double Stone／往前2公尺投冰壺（此讓分僅給小孩子使用）
  - 過去玩法
    - 2010年12月23日前中央分數為100分。局數有兩局，分别為每隊3人的團體賽及每隊1人的個人賽。團體賽每隊有9個冰壺；個人賽每人有6個冰壺，其中一枚（團體賽嘉賓隊有兩枚）是雙倍分數的Double Stone。兩隊在比賽時間60秒內的任何時機都可以投擲冰壺。
    - 2014年6月12日前分數為10分、30分、50分。
    - 2018年3月29日前分數與現在相同，並有加分盒設計：得分區正中央的30分區在比賽前半單獨升起，並設有旋轉閘門，將冰壺投入其中可得30分並取回冰壺再投。

### 管從天降（Falling Pipe）
- 其中一隊派出1位代表（Pipe Catch）登上高台上，抓住由對手隨意選擇的2根快速掉落的管子。對手亦派出1名代表（Pipe Choice）在下方4個位置中選出2個管子落下的位置，並在20秒內隨意選擇落下的時機。每根管子上按長度有10（黃色）、20（綠色）、30（藍色）、50（金色）、0（白色）的標記，兩隊交替角色，滿分為100分。
- 曾於2016年5月19日至6月9日作為「Opening Chance」，嵐隊為Pipe Choice，對手為Pipe Catch。
- 讓分：2個Pipe Catch

|                 | 白色 | 黃色 | 綠色 | 藍色 | 紅色 | 白色 | 金色 | 白色 | 額外獎勵 |
| --------------- | ---- | ---- | ---- | ---- | ---- | ---- | ---- | ---- | -------- |
| -2008年6月21日  | 0    | 10   | 30   | 50   | 100  | 0    | -    | -    | -        |
| -同年7月5日     | 0    | 10   | 30   | 50   | 100  | 0    | 200  | -    | -        |
| -2009年1月31日  | 0    | 10   | 30   | 50   | 100  | -    | 200  | -    | -        |
| SP第1-2集       | 0    | 10   | 20   | 30   | 50   | -    | 100  | -    | -        |
| -2009年10月22日 | 0    | 10   | 20   | 30   | 50   | -    | 100  | -    | 100      |
| -2013年2月7日   | 0    | 5    | 10   | 20   | 30   | -    | 50   | -    | 50       |
| 同年4月25日     | 0    | 10   | 20   | 30   | -    | -    | 50   | -    | 50       |
| 2016年5月19日   | -    | 10   | 20   | 30   | -    | -    | 50   | 0    | -        |
| 同年5月26日     | -    | 10   | 20   | 30   | -    | -    | 50   | -    | -        |

### 彈珠台跑者（Pinball Runner）
- 2008年7月12日（第14集）初登場。
- 每隊派出2－6名為代表，1位擔任跑手（Runner），在移動的運輸帶上以背着的巨大籃子接住上方巨大彈珠台落下的彈珠，每接2個運輸帶便會加速。另外1－5位站在高台上擔任司令，以數字指示跑手應該接彈珠的位置，60秒後或跑手倒下時遊戲結束。黃色彈珠值10分，唯獨2個的粉紅色彈珠各值30分。（最初黃球為20分,粉球為50分)在2016新春SP增加了50分的金球。
- 讓分：加上使籃口窄20%的蓋子（嵐成員為跑者時使用）、增加30分的粉紅色彈珠（此讓分僅給女性及小孩使用）

|                | 黃色 | 粉紅色 |
| -------------- | ---- | ------ |
| -2008年11月1日 | 30   | -      |
| -2009年9月12日 | 30   | 100×1  |
| -同年12月3日   | 20   | 50×1   |
| -2010年4月8日  | 20   | 50×2   |
| -同年12月23日  | 10   | 50×2   |
| -2015年9月24日 | 10   | 30×2   |
| -同年12月10日  | 10   | 30×4   |
| -2016年4月21日 | 10   | 30×6   |

### 巨人不能倒（Giant Crash）
- 2009年10月22日（特別篇）初登場
- 港譯弄垮巨人。
- 共有64個盒子，分為紅色、藍色、黃色、綠色，沒有被巨人「VS肌肉君」腳下踩著的盒子會先下降，每隊輪流在60秒內，選擇降下巨人「VS肌肉君」腳下踩著的十多個方形盒子得分，並且避免讓巨人塌下。60秒內，每隊必須降下至少1個、最多3個盒子，才可選擇pass於對手隊伍。讓巨人塌下的一方為敗。每落下一個盒子可獲20分，勝出隊伍可額外獲得100分。
- 也曾出現過平手的狀態。（盒子全數降下，但巨人沒有倒下）。
  - 過去玩法
    - 初登場時落下一個盒子可獲30分
    - 於2010年4月8日至2014年1月3日的集數，落下一個盒子可獲10分

### 踢球狙擊手（Kicking Sniper）
- 2011年4月7日（特別篇）初登場，由二宮和也想出來的遊戲。
- 每隊派出3名隊員站在台上向前方輸送帶上踢球，3人按照輸送帶行進的方向按照從左往右的順序依次踢球。球是比較軟的黄色大球。輸送帶上擺放了工作人員堆好的罐子，紅色的20分、銀色的0分。隊員踢倒罐子即可獲得罐子上相應的分數，如果輸送帶上所有的罐子全部倒下，則為Perfect，可為本隊加上50分。每隊分别有5次或6次機會，每次每人有1次的射門機會。從2016年4月14日開始，若不是最後一局，分數就改為紅色罐子10分，Perfect加30分。
- 有時也會有二到三個人站在同一個區域（輪流射門）。
- 最高得分紀錄（通常玩法，6次挑戰時）為嵐隊的880分，但仍未達成全部Perfect。最低得分紀錄（通常玩法）為嵐隊的0分（有兩次）。
- 2020年4月30日由埼玉隊拿下該項目第一次All Perfect。（400分）
- 2020年10月22日嵐隊於該項目登場9年後第一次達成All Perfect（450分），且五人皆有拿下Perfect。
- 讓分：女性及小孩可站在距離輸送帶較近的台上踢球。（為粉色台子）
  - 過去玩法
    - 2011年10月20日前滿分為370分。
    - 2014年8月14日前共有5次挑戰，每個區域只得1人。

### 炮打飛盤（Shotgun Disk）
- 2012年3月29日（特別篇）初登場，由嵐五人想的遊戲。
- 攻方派出4名隊員，當中1名是passer，2名是shooter，1名是receiver，passer負責將飛碟傳送給對面梯級上的shooter，梯級由近至遠分別是5、10、20、30分的區域。
- shooter於遊戲期間可自由於區域間移動，但接到飛碟後只可於同一分區中傳送給receiver，receiver站在passer的上層，負責用網接收飛碟，成功接到飛碟便可得到shooter傳送時身處區域的分數。守方則派出2名隊員作為截擊，在passer的兩邊用shotgun擊落shooter傳送給receiver的飛碟。60秒後遊戲結束，兩隊互換角色1次。
- 2018年11月22日導入了大野智在之前期數提到的Aerobie[4]飛盤，並命名為大野飛盤，每隊各兩枚，接到可獲得兩倍分數。

### 彈跳曲棍球（Bound Hockey）
- 2010年4月8日（特別篇）初登場
- 每隊分配所有隊員站在鋸齒分佈的可移動把手前方，在巨大的滑桌上（長10m，闊3m）把飛盤用把手從一方傳送到另一方，最後一人將飛盤朝著左右移動的小門發射。進門得30分，落在門移動的坑道上得5分，其餘位置0分。另外會有2枚雙倍分數的藍色飛盤。90秒後遊戲結束。若此遊戲為特別版之決勝回合，則以之前遊戲所得的分數決定飛盤數量，每100分有一個100分的飛盤，第4、8、12、16個是要200分換取的200分藍色飛盤，進龍門可得飛盤上的分數，落在龍門移動的坑道上得0分。
- 2020年9月24日起移除了滑桌兩側固定式的可移動把手，改為使用Slider Smash中使用可自由移動的擊球把手。
- 最高得分紀錄為520。
- 讓分：龍門收窄、龍門移動速度增加50%。
  - 過去玩法
    - 2011年9月1日前進門得50分，落在門移動的坑道上得10分，其餘位置0分（最高得分紀錄為嵐隊的520分）。
    - 2012年9月13日前進門得20分（最高得分紀錄為嵐隊的170分）。

### 叢林賓果（Jungle Bingo）
- 2010年4月8日（特別篇）初登場
- 開始後每隊有3個隊員進入5×5×5（曾有一次出現四人同時在迷宮裡的讓分）的巨大方型迷宮塔中尋找通行的路當有隊員爬上頂層並打開板塊離開迷宮，下一名隊員便可取代進入迷宮。頂層板塊編號1－25，中間的13號為「FREE」。限時為3分鐘，打開一格得10分，Bingo的話另外會得到50分。另一種玩法為不限時，取得Bingo遊戲便結束，所用時間較少的隊伍勝出並獲得100分 ，負方獲得10分。
- 最高得分紀錄為嵐隊的230分。
- 讓分：額外1－3個「FREE」、時間限制減少至2分鐘。

### 滾動海盜（Korokoro Viking）
- 2011年10月27日（第161集）初登場。
- 每隊派出6名隊員每2人一組分別站在船的兩邊，模型船分為粉紅色、綠色和橙色區域，當中以橙色區域較長，每個區域都有洞口，船的末端有橋，連接分別為5、10、20、30、50分得分區域。各組分別控制一個區域使球避開所在洞口並送往得分區。每隊有5個球，每15秒出現一個，當中第3球為雙倍分數的球，最後會有10顆較小的黃色球（黃色球沒有加倍作用），從黃色球出現後計時1分鐘比賽結束。
- 最高得分紀錄為嵐隊的380分，最低得分紀錄為嵐隊（共兩次）和客隊的0分。
- 讓分：增加洞口數量、-20分得分區域（2012年8月2日-2013年6月6日為−50分。2015年9月3日前為−30分）、球在中途掉入洞口-20分（2014年9月4日-2015年9月3日為−30分，2015年3月5日-19日集數沒有此讓分）（小黃色球除外），也曾有將嘉賓隊的得分全部改為100分。
  - 過去玩法
    - 2011年11月3日前洞口數量一樣。
    - 2015年1月29日前，小黃色球出現後並沒有時間限制、亦有7球（第4和7球為金球）。
    - 2015年3月12日小黃色球出現後時間限制為40秒。

### 跳躍射門（Jumping Shooter）
- 2008年11月29日（第34集）初登場
- 每隊派出2位派表，一隊扮演射手（Shooter），另一方扮演守門員（Keeper）。射手在球籃及跳床之間跑動，在球籃中取得1~3個球，以跳床越過高牆向龍門射球，但一人不能同時射多球，上方龍門進一球得30分，下方龍門進一球得20分。2名守門員分別站高台上下迎接射手的球，下方的守門員視線為高牆所遮，看不見對方的球。60秒後遊戲結束，兩隊互換角色1次。
- 最高得分紀錄為嵐隊的570分。
- 讓分：3個Shooter、增加2個粉紅球（此讓分僅給女性及小孩使用）
  - 過去玩法
    - 2009年1月31日前曾使用較小的球。
    - 2010年1月21日曾一度允許一人同時射多球。
    - 2014年8月14日前上下龍門分數都是20分。
    - 2016年1月28日起開始使用粉紅球。

### 斜坡保齡球（Bank Bowling）
- 2009年4月10日（特別篇）初登場。
- 每隊派出2名投手站於高台上，向高度不一、180度迴轉的彎曲球道上投出保齡球，以擊倒地上排列成星陣的66個瓶（後期因根據研究三角形容易打出全倒而改為三角陣）。若第1次無法全中的可以再派2名投手補中，每隊各玩1-2局。66個瓶中，共有50個1分白瓶、15個10分藍瓶及1個50分的紅瓶，滿分為250分，全中加100分，並可玩第二局，補中只加100分。

|  |

- 成功補中隊可以有一金球作紀念。
- 最高得分紀錄為電影「圖書館戰爭 THE LAST MISSION」隊的350分，成功補中，這亦是Bank Bowling開始以來6年首次的補中。
- 讓分：保齡球放高2公尺投出、增加1個50分的紅瓶（此讓分僅給小孩子使用）
  - 過去玩法
    - 2012年5月24日前為星形陣。
    - 2014年12月18日前補中額外獎勵為50分。

### 爆谷擊球手（Popcorn Hitter）
- 2013年1月3日（特別篇）初登場，由嵐五人想出的遊戲。
- 各隊每次以3人輪流制來進行2次比賽，而每位Hitter都會站在統稱為「平底鍋」的舞台上，用球拍把合著曲子飛上來的球擊入舞台上方的得分區域的遊戲。得分區域分為紅色和藍色，擊入藍色區域可得10分；擊入紅色區域則可得30分，亦有得分雙倍的粉紅球，每隊所得的分數是3人合計的分數。
- 最高得分紀錄為嵐隊的310分。
- 讓分：增加粉紅球。
  - 過去玩法
    - 2013年1月3日和17日的集數中，擊入藍色區域可得10分；擊入紅色區域則可得20分，沒有粉紅球，亦較少發射口。

### GoGo Sweeper
- 2014年7月17日（第272集）初登場。
- 每隊派出2人在方形球池中駕駛電動車將球推進四個角落的得分區中，將小球推進得分區得1分，將自己隊代表顏色的大球推進得分區得10分，若將對方隊代表顏色的球推進得分區則算對方得分。比賽開始後球才由兩側進入球池，比賽最後30秒為獎勵時間(Bonus Time)，會有額外4顆金色大球進入球池，將金球推進得分區得30分。比賽進行兩次，每隊共派出4人。
- 讓分：在最後的獎勵時間有黑球進入球池，只要任何人將黑球推進得分區，都算嵐隊-30分。
  - 過去玩法
    - 2014年9月11日前每次只有一組2人參與，球池亦較現時小，小球分數為2分，粉紅球分數為20分，黑球分數為嵐隊-30分（第一次除外），推進所有粉紅球會有FEVER，再次出現大量小球和4個粉紅球
    - 2015年2月26日的集數中，金球分數為50分。

### Stone Buster
- 2015年7月2日（特別篇）初登場。

| 通常的球檯擺放方式 | 2015年7月16日和23日的球檯擺放 |
| ------------------ | ----------------------------- |
|                    |                               |

- 使用類似Dual Curling的工具，以特製的棍子操作冰球，在大型球檯上進行類似撞球的遊戲，賽制為三對三選手輪替的方式對戰，共進行兩回合。球檯即遊戲的地面，設置與撞球檯相同的6個球洞，球檯上最初共有12顆球，依照兩隊代表色分為6顆藍色球和6顆紅色球，兩隊代表色的1～5號球依序排列成正三角形置於球檯中央，兩隊的6號球則擺放於球檯兩側靠近角落相對的位置。
- 開球時兩隊的第一棒同時將各自的6號球推向中央1～5號球的球堆（如右圖顯示），第一回合開球後通常由嘉賓隊繼續進攻，第二回合反之，每次進攻限制時間15秒，每一棒需使用己方隊伍的任何一顆球作為母球，撞擊敵方的球並使其進洞，成功進洞時該隊繼續進攻，推入己方的球或無球進洞時換另一隊進攻，任一隊伍的球從檯面上清空時，該回合結束。分數為兩回合累計，每撞入一球得30分，連續進洞為combo，每次疊加10分的加分（即第一球得30分、2combo得40分、3combo得50分...），且不論球由哪一隊推進洞，皆由該球代表色的敵方得分，但推入己方的球時將不計算combo。
  - 過去玩法
    - 2015年7月23日只有一個回合（所有隊員都要參加）。勝利一方剩餘的球的數量會乘以30，作為額外獎勵分數。
    - 2015年7月16日和23日的集數每組有8個球（如右圖顯示）。

### 氣球射擊（Balloon Shooting）
- 2016年3月24日（第349集）初登場。
- 遊戲分為三個回合，每個回合盤面上會有等量藍色與紅色的星號圖案氣球，每隊6人共12人上場使用特製的吹箭射擊各自代表色的氣球，不論是擊中己方或誤射敵方代表色的氣球都算數，每回合先清空代表色氣球的隊伍得50分。遊戲沒有限時，將進行至其中一方的氣球清空為止。
- 當嵐隊plus one嘉賓為兩人以上時，每回合都會抽籤選擇一人見學，即該回合無法參與吹箭，在一旁觀看。
- 在2017年1月3日（新春SP）中，推出豪華版，發射區舞台為兩層樓，氣球目標有三個顏色並且為特大版盤面，為三隊同時對戰的版本。
  - 讓分：代表嵐隊的氣球中，有一定數量會以小型氣球代替。其次嵐隊擊中藍色氣球-5分
  - 過去玩法
    - 初登場時，每回合分成三組目標，全隊上場使用特製的吹箭在限時內射擊每組目標中所有黃色「殺老師」圖樣的氣球，一回合30秒，每組目標清空時暫停計時，每擊中一顆黃色氣球得10分，擊中藍色氣球得0分，最後剩餘的時間以秒為單位乘以五作為額外加分，以此輪流各進行兩回合比賽。
    - 成為常態單元後，每隊僅進行一回合，三組目標分開計時，每組限時20秒，目標則是擊中有星號圖案的黃色氣球，每擊中一顆黃色氣球得5分，擊中藍色氣球得0分，時間歸零前清空目標可得30分的額外加分。此外，氣球的排列方式也不只限於矩型，亦有移動的目標出現，且嵐隊會有小型氣球與透明氣球的讓分阻礙。

### 炸彈保齡球（Bomber Striker）
- 2017年3月23日（第395集）初登場。
- 各隊6人輪流進行這遊戲，按照輸送帶行進的方向按照從左往右的順序依次投出籃球花樣的保齡球（不同颜色不同磅数，紫色11磅、黄色12磅、绿色13磅、红色7磅），輸送帶上擺放了工作人員堆好的保齡球瓶，和Kicking Sniper相似，有代表20分的紅色瓶和0分的白色瓶。隊員需要用保齡球擊中瓶子，瓶子倒下則得該瓶分數，如果輸送帶上所有的瓶全部倒下，則為perfect，獲得50分的額外加分。每隊分別有6組目標，每組目標每人有1次的投球機會。
- 與Kicking Sniper相同，若不是最後一局，紅色瓶10分，Perfect加30分。
- 2018年1月3日起若作為最後遊戲且兩隊分差較大時會增加金色瓶，分數為100分。
- All Perfect紀錄：
  - 445集-團體追逐賽隊(2018年5月1日播出、1000分)
  - 464集-嵐+坂上忍隊(2018年10月11日播出、1500分。六人按照1→6→2→5→3→4的順序各拿一個Perfect)
  - 468集-北關東隊(2018年11月15日播出、1300分)
  - 480集-舞台劇「偽義經冥界歌」隊(2019年2月28日播出、1000分)
  - 486集-嵐+足球時間隊(2019年4月25日播出、1000分)
  - 492集-模仿藝人隊(2019年6月6日播出、1000分)
  - 516集-福岡軟銀鷹隊(2020年1月3日播出、1000分)

### Circle Hunter
- 2018年3月15日（第439集）初登場，初時名為《追逐吧！JAPAN》，後於2018年4月12日（第442集）升格為常規遊戲，並改名為Circle Hunter。
- 目前此單元已經以常規遊戲方式運行，有符合常規遊戲的命名和專屬單元LOGO，但未被新增在VS嵐的官方網頁遊戲列表中。
- 遊戲以1對1形式進行，分為追逐者和逃跑者。遊戲場地為一個圓形軌道，中央有三片遮蔽視線的檔板，並且有兩個可以在軌道上自由移動的座椅，兩名玩家要透過踩踏軌道內緣的環形平台使座椅移動，進行追逐遊戲。逃跑者座椅兩旁有氣球，而追逐者座椅兩旁有針，用以刺穿逃跑者的氣球。
- 逃跑者如能在30秒內使氣球免於被追逐者刺穿，便能獲得30分。相反，追逐者如能在30秒內刺穿逃跑者任何一邊的氣球，便會獲得剩餘時間的3倍分數。
  - 讓分：如逃跑者為女性，追逐者為男性，則遊戲限時為20秒。

### Slider Smash
- 2019年1月3日（第473集）新春豪華3小時SP初登場。
- 每隊派出3人，各自負責防守巨大半圓形球檯的三個區域：球檯下方中間的中央部位、兩端的側翼，以及上方的攻擊手位。
- 隊員需將檯面上的圓盤擊入敵隊防守區域的溝槽內獲取積分，每進一球可獲得20分。
- 遊戲共進行兩回合，每回合限時90秒。遊戲開始後每經過約10秒會從兩側的發球區左右輪流發射新的圓盤至場中，剩下20秒時發射間隔縮短為5秒。
- 遊戲途中會發射出兩枚加分圓盤，可獲得雙倍分數。
- 時間結束即停止發球，但遊戲會持續進行至檯面清空為止。
  - 讓分：女性可與其他隊員防守同一區塊。

### Wall Hitter
- 2019年3月28日（第482集）初登場，前身為2019年2月28日的特別企劃「箭矢之嵐」，在該企劃結束後成員大野智表示可以常規化，因而誕生。
- 於2019年5月30日（第491集）進行改版。
- 每隊6人按照順序以弓箭射擊前方圓環裝置上的分數標靶。
- 遊戲共進行五回合，每回合圓環裝置上皆會設置複數標靶，將於圓環上移動的標靶擊落即可獲得相對應分數。
- 將該回合標靶全數擊落可額外獲得30分。
  - 過去玩法
    - 每隊6人按照順序以弓箭射擊分數標靶，將標靶擊落即可獲得相對應分數。
    - 遊戲共進行五回合，每回合皆會升起複數標靶，進行至第五回合時會將之前未擊落的標靶全數升起。
    - 擊落所有標靶可額外獲得100分。
    - 上述規則僅適用於2019年3月28日（第482集）該期，因反應難度過高修正為目前玩法。

### Downhill Shooter
- 2020年3月26日（第527集）初登場。
- 遊戲場景為一個緩坡造型的巨大檯面，檯面上會隨機升起數個標記有分數的Up Down球門，分數越高則球門離越窄越遠，離玩家最遠的檯面底端有類似Bound Hockey的Bonus球門，在每回合的最後橫向移動出現。
- 2020年4月30日起，遊戲共進行五回合，每回合可分為兩個階段。
- 第一階段為10秒，Up Down球門會隨機升起數個，玩家每人要在挑戰時間內投擲一個類似Slider Smash的紅色球盤進入球門，當一個球盤進入球門時就會下降收起，但在完全收起前進入球門的球盤都為有效得分。此外，前一回合停留在斜坡上的球盤若經過該回合投擲的球盤撞擊而進入球門也為有效得分。
- 第二階段只有被指派為Ace的一名玩家可以進行挑戰，該回合未進球的Up Down球門仍保持升起，並由檯面最遠端的左或右側出現一個橫向移動的Bonus球門，若Ace將特製的黑色球盤投入球門，則可將第一階段的得分變成兩倍，可獲得的分數也會標註在Bonus球門上方的電子螢幕。但若投入Up Down球門則只會得到該球門分數。
  - 讓分：初登場時因嘉賓隊落後較多分數，因此准許指派兩名Ace，使分數最多翻為三倍。
  - 過去玩法
    - 2020年3月26日（第527集）初登場時，第一階段玩家每人可在10秒內投擲兩個紅色球盤，進入第二階段時所有Up Down球門都會全部收起。

### 特別企劃
- 特別企劃的共同點是單元大多不會以純英文命名，嵐的成員在單元開始的台詞通常會加注特別企劃語句，其單元主要有2種類型。

- 1.靜態遊戲：此類型單元雖然有正式名稱且部分單元已多次在節目中登場，但因為類型為靜態的問答遊戲，因此未被列入VS嵐官方網站的常規遊戲列表中，屬於此類的遊戲如下。

- 2.番宣遊戲：此類型單元的遊戲大多會配合該集嘉賓設計，並可能會使用與番宣主題相似的語句命名該遊戲，此外有部分遊戲因為受到熱烈迴響，進而更名並調整規則成為常規遊戲。

## 特別節目單元
- 以下單元是獨立進行，僅在SP節目時舉辦的項目，通常於常規節目後半段播出，或獨立為一集SP節目。以下僅列出播出兩次以上的特別節目單元。

### 年度MDA決定
- 在2012～2015年間的3或4月份舉行，目的是選出前一年的MMDA（Most Most Dame Arashi，年度表現最差的嵐）。
- 內容主要會輪流播放嵐各個成員認為表現最好的回顧VCR片段，並且會由成員本人對該段VCR錄製旁白，但隨後就會播放由工作人員剪輯的對應成員表現最差的VCR片段。
- 節目最後會由嵐事先對彼此秘密投票，選出一位年度MMDA成員，五位成員分別站在兩層樓的高台等候宣布，最終被選為MMDA的成員，其舞台地面會向下打開，並墜落底下的海綿池，與常規的MDA不同，MMDA時的下層海綿池會沾上額外的顏料或粉末，使墜落的成員被染成全黑或任何顏色。

### Bet de 嵐
- 首次登場於2012年3月29日（2012春之嵐祭SP），並自2012年起每年會有一回以「Bet de 嵐SP」名義獨立播出的SP節目。
- 每一輪會指定嵐兩名成員或嵐全員參與各種項目的競賽，嘉賓兩人一組，需預估競賽的勝者，並按壓對應顏色的按鈕進行預測，預測成功則獲得分數（初登場時，嘉賓需要使用同Rolling Coin Tower的硬幣對競賽結果進行下注，押對結果獲得分數，押錯則沒收硬幣），最終分數最高者獲勝。
- 對決項目不乏多種範疇的棚內對決（射擊、飛行機操控、紙飛機競賽、積木疊高等）和棚外對決（接球比賽、水池競速、遊樂設施競賽等）。

### BABA嵐（ババ嵐）
- 最初為「Bet de 嵐」中的一固定項目，現在已獨立為特別節目單元，單元名稱以抽鬼牌的日文「ババ抜」與「嵐」組成。
- 顧名思義是一場抽鬼牌的對決，透過5輪的抽鬼牌對決，選出該屆的「最弱王」。
- 單元分為預賽A～D四組（初期為A～C三組）與決賽。預賽為每一組4人的抽鬼牌對決，每一組最終持有鬼牌的人晉級決賽。決賽為A～D組選出的四位晉級者與上一屆最弱王進行5人的抽鬼牌對決，最終持有鬼牌者為該屆「最弱王」。
- 2016年10月13日起，遊戲設計有洗牌時間（Shuffle Time）
  - 僅限當下持有鬼牌的選手，可以用腳秘密踩下位於右腳附近的黃色按鈕啟動洗牌時間，啟動時會從攝影棚上方向遊戲的桌面中央落下一顆骰子，全體選手需依照骰子丟出的結果交換手牌。
  - 每一輪比賽中，每位選手只能啟動洗牌時間一次，且剩餘2人時無法使用洗牌時間。
  - 至2018年1月3日（新春SP）為止，選手將依照座位被標記A～D（決賽時為A～E），骰子使用「O↔O」的模式，被擲出的兩位選手進行手牌互換（如:擲出「A↔C」時，座位A與C的兩位選手交換手牌）。
  - 在2018年4月12日（10週年SP）開始，骰子使用「左1」、「右1」、「對面」與骷髏符號的模式。「左(右)1」表示全體向座位左(右)方1個序位傳遞手牌；「對面」表示全體向其座位對面交換手牌；骷髏符號表洗牌失敗，不會進行手牌交換。
- 「最弱王」需要戴上專屬白色帽子、背後繡有「最弱」字樣的白色西裝外套與三叉戟樣貌的手杖，通常在節目最後由上一屆最弱王交接給新一屆最弱王。

### 嵐-1大賽（嵐-1 グランプリ）
- 於2018年7月26日（夏日SP）中，首次獨立為特別節目單元登場，並以類似「Bet de 嵐」的方式進行遊戲。單元名稱改自「F-1 Grand Prix」。
- 每次由嵐數名成員與其他藝人組成4人組合進行某一項目的對決，來賓須觀看VTR並下注第一名與最後一名。
- 押中第一名得30分，押中最後一名得20分，最終分數最高者獲勝。

## 過去的環節
部分常規遊戲在2015年後陸續減少登場頻率，但仍在VS嵐官方網站中被列出。
此部份僅列出曾以常規遊戲正式登場，而後被移除於官方網站的單元。

### 捕球橋（Catching Bridge）
於2008年4月19日節目第二集起登場，並在2008年7月19日「彈珠台跑者（Pinball Runner）」登場後的隔週最後一次進行。
- 遊戲場景為巨大海綿池上方設有獨木橋，且橋的正對面為多台發球機，玩家要在獨木橋上來回移動接住發球機迎面發射的球。
- 常規發射的球有10分的黃球與30分的粉紅球，但每漏接一顆粉紅球就會觸發警報並於3秒後發射一顆超高速的黑球，接住黑球可獲得50分。
- 玩家要以戴上特製手套的雙手抓住球，該球才計分，僅單手觸摸到球時不算分。
- 若玩家在獨木橋讓失去平衡或被球擊落橋下而落入海綿池時，遊戲提前結束。
- 此遊戲中的球現在在「彈珠台跑者（Pinball Runner）」的遊戲中使用。

### 危險衝浪（Dangerous Surfer）
於2008年9月13日僅放送一次的遊戲。
- 遊戲場景為巨大海綿池上方設有斷橋狀軌道，一名玩家站在滾輪滑板上，另一名玩家要推動滑板在軌道上前進，進行類似真人推啤酒的遊戲。
- 每次滑行停止時，根據滑板上的指針停留位置，獲得斷橋側面標記的分數，若該分數格設有任務時需要完成其內容（類似真心話大冒險的簡單任務），且斷橋側面的分數配置由敵隊自由排列組合。
- 若滑板滑行超過斷橋終點時，玩家就會落入底下的海綿池，並計為0分。

### 砲擊軌道接龍（Bazooka Train）
於2009年11月12日僅放送一次的遊戲。
- 此遊戲為兩隊同時進行對決，成員分成狙擊手與運送員，每隊派出1名狙擊手站在高台上進行交替軌道鏢靶的射擊，標靶上畫有各種形狀的軌道以及使敵方得到軌道的圖示，除了狙擊手之外其餘成員負責將運輸帶送來的軌道接在前一個軌道上讓火車前進，可依照情況給予狙擊手指示所需要的軌道形狀，請求狙擊手射擊軌道標靶取得軌道，場中放置100分、50分、-30分的隧道以及100分、50分、30分、0分的火車月台，讓軌道通過隧道的隊伍即可得到隧道所標示的分數，此外，讓火車抵達月台的隊伍可獲得月台所標示的分數。
- 此遊戲中的火箭砲現在在「炮打飛盤（Shotgun Disk）」的遊戲中使用。

## 海外播放情況

### 香港TVB集數對照
| 第1輯   | 第1輯 | 第1輯 | 第1輯 | 第1輯 | 第1輯 | 第1輯 | 第1輯 | 第1輯 | 第1輯 | 第1輯 | 第1輯 | 第1輯 | 第1輯 | 第1輯 | 第1輯 | 第1輯 | 第1輯 | 第1輯 | 第1輯 | 第1輯 | 第1輯 | 第1輯 | 第1輯 | 第1輯 | 第1輯 | 第1輯 |
| ------- | ----- | ----- | ----- | ----- | ----- | ----- | ----- | ----- | ----- | ----- | ----- | ----- | ----- | ----- | ----- | ----- | ----- | ----- | ----- | ----- | ----- | ----- | ----- | ----- | ----- | ----- |
| TVB集數 | 1     | 2     | 3     | 4     | 5     | 6     | 7     | 8     | 9     | 10    | 11    | 12    | 13    | 14    | 15    | 16    | 17    | 18    | 19    | 20    | 21    | 22    | 23    | 24    | 25    | 26    |
| 原集數  | 93    | 95    | 98    | 101   | 104   | ?     | 107   | 108   | 114   | 119   | 123   | 125   | 130   | 135   | ?     | ?     | 145   | 146   | 147   | 150   | 151   | 153   | 155   | 157   | 160   | 163   |

| 第2輯   | 第2輯 | 第2輯 | 第2輯 | 第2輯 | 第2輯 | 第2輯 | 第2輯 | 第2輯 | 第2輯 | 第2輯 | 第2輯 | 第2輯 | 第2輯 | 第2輯 | 第2輯 | 第2輯 | 第2輯 | 第2輯 |
| ------- | ----- | ----- | ----- | ----- | ----- | ----- | ----- | ----- | ----- | ----- | ----- | ----- | ----- | ----- | ----- | ----- | ----- | ----- |
| TVB集數 | 1     | 2     | 3     | 4     | 5     | 6     | 7     | 8     | 9     | 10    | 11    | 12    | 13    | 14    | 15    | 16    | 17    | 18    |
| 原集數  | 131   | 134   | 136   | ?     | 180   | ?     | ?     | ?     | ?     | ?     | ?     | ?     | ?     | ?     | ?     | ?     | ?     | ?     |

| 第3輯   | 第3輯 | 第3輯 | 第3輯 | 第3輯 | 第3輯 | 第3輯 | 第3輯 | 第3輯 | 第3輯 | 第3輯 | 第3輯 | 第3輯 | 第3輯 | 第3輯 |
| ------- | ----- | ----- | ----- | ----- | ----- | ----- | ----- | ----- | ----- | ----- | ----- | ----- | ----- | ----- |
| TVB集數 | 1     | 2     | 3     | 4     | 5     | 6     | 7     | 8     | 9     | 10    | 11    | 12    | 13    | 14    |
| 原集數  | 183   | 184   | 185   | 186   | 187   | 189   | 190   | 191   | 192   | 193   | 194   | 195   | ?     | 188   |

| TVB集數 | 1   | 2   | 3   | 4   | 5   | 6   | 7   | 8   | 9   | 10  | 11  | 12  | 13  | 14  | 15  | 16  | 17  | 18  | 19  | 20  | 21  | 22  | 23  | 24  | 25  | 26  | 27  | 28  | 29  | 30  |
| 原集數  | 198 | 199 | 202 | 203 | 204 | 205 | 208 | 210 | 211 | 212 | 213 | 216 | 217 | 218 | 219 | 220 | 221 | 222 | 223 | 224 | 225 | 226 | 227 | 228 | 229 | 230 | 231 | 232 | 233 | 234 |
| TVB集數 | 31  | 32  | 33  | 34  | 35  | 36  | 37  | 38  | 39  | 40  |     |     |     |     |     |     |     |     |     |     |     |     |     |     |     |     |     |     |     |     |
| 原集數  | 235 | 236 | 237 | 238 | 239 | 240 | 241 | 242 | 244 | 245 |     |     |     |     |     |     |     |     |     |     |     |     |     |     |     |     |     |     |     |     |

| 第5輯   | 第5輯 | 第5輯 | 第5輯 | 第5輯 | 第5輯 |
| ------- | ----- | ----- | ----- | ----- | ----- |
| TVB集數 | 1     | 2     | 3     | 4     | 5     |
| 原集數  | 246   | 248   | 249   | 250   | 251   |

| 特別篇  | 特別篇 | 特別篇 |
| ------- | ------ | ------ |
| TVB集數 | 1      | 2      |
| 原集數  | 175    | 215    |

| 第7輯   | 第7輯 | 第7輯 | 第7輯 | 第7輯 | 第7輯 | 第7輯 | 第7輯 | 第7輯 | 第7輯 | 第7輯 |
| ------- | ----- | ----- | ----- | ----- | ----- | ----- | ----- | ----- | ----- | ----- |
| TVB集數 | 1     | 2     | 3     | 4     | 5     | 6     | 7     | 8     | 9     | 10    |
| 原集數  | 254   | 256   | 259   | 260   | 261   | 262   | 263   | 264   | 265   | 266   |

| 第8輯   | 第8輯 | 第8輯 | 第8輯 |
| ------- | ----- | ----- | ----- |
| TVB集數 | 1     | 2     | 3     |
| 原集數  | 267   | 268   | 270   |

| 第9輯   | 第9輯 | 第9輯 | 第9輯 | 第9輯 | 第9輯 | 第9輯 | 第9輯 | 第9輯 | 第9輯 | 第9輯 | 第9輯 | 第9輯 |
| ------- | ----- | ----- | ----- | ----- | ----- | ----- | ----- | ----- | ----- | ----- | ----- | ----- |
| TVB集數 | 1     | 2     | 3     | 4     | 5     | 6     | 7     | 8     | 9     | 10    | 11    | 12    |
| 原集數  | 271   | 272   | 273   | 274   | 275   | 276   | 277   | 278   | 279   | 280   | 281   | 282   |

| 第10輯  | 第10輯 | 第10輯 | 第10輯 | 第10輯 | 第10輯 | 第10輯 | 第10輯 | 第10輯 | 第10輯 | 第10輯 | 第10輯 | 第10輯 |
| ------- | ------ | ------ | ------ | ------ | ------ | ------ | ------ | ------ | ------ | ------ | ------ | ------ |
| TVB集數 | 1      | 2      | 3      | 4      | 5      | 6      | 7      | 8      | 9      | 10     | 11     | 12     |
| 原集數  | 283    | 284    | 285    | 287    | 288    | 289    | 290    | 291    | 292    | 294    | 295    | 297    |

| 第11輯  | 第11輯 | 第11輯 | 第11輯 | 第11輯 | 第11輯 | 第11輯 | 第11輯 | 第11輯 | 第11輯 | 第11輯 | 第11輯 | 第11輯 | 第11輯 | 第11輯 |
| ------- | ------ | ------ | ------ | ------ | ------ | ------ | ------ | ------ | ------ | ------ | ------ | ------ | ------ | ------ |
| TVB集數 | 1      | 2      | 3      | 4      | 5      | 6      | 7      | 8      | 9      | 10     | 11     | 12     | 13     | 14     |
| 原集數  | 298    | 299    | 300    | 301    | 302    | 303    | 304    | 305    | 306    | 307    | 308    | 309    | 310    | 311    |

### 香港TVB粵語配音
| 配音員 | 原出演人員 |
| 何承駿 | 主持:大野智(只配至#131，#157除外) |
| 關令翹 | 主持:松本潤(代配#123)、大野智(#134起接替離職的何承駿，#211、#257、2017年新春SP、#281除外) |
| 張裕東 | 主持:櫻井翔(#194、#225除外) |
| 曹啟謙 | 主持:相葉雅紀(#123、#203、#229除外) |
| 周良鴻 | 主持:二宮和也(只配至#248，#157、#216、#227、#230、#241除外) |
| 李致林 | 主持:松本潤(代配#221、#233、#243)、二宮和也(代配#227、#230，#249起接替周良鴻) 嘉賓:岡田准一(#212)、兵藤慎剛(#219)、、徳井健太(#229)、菅田將暉(#231)、松田翔太(#232)、博多華丸(#234)、佐藤健(#240)、小木博明(#242)、大悟(#246) |
| 黃啟昌 | 主持:松本潤(#123、#221、#233、#243、#307除外) |
| 陳欣   | 旁白:伊藤利尋(#268，#210、#218、#219、#220、#235)、谷岡慎一/立本信吾(#《注意！「嵐」色警報》、#2018新春SP，#2017年新春SP除外)、中村光宏(#183、#203、#208除外)、天野博之 |
| 陳廷軒 | 旁白:中村光宏(代配#183、#203、#208)、伊藤利尋(代配#210、#218、#219、#235)、谷岡慎一/立本信吾（#2017年新春SP） 嘉賓:AKIRA(#205)、筧利夫(#222)、椎名桔平(#223)、鈴木浩介(#228)、國分太一(#242) |
| 巫哲棋 | 嘉賓:山室光史(#230)、小島義雄、山里亮太(#242) |
| 李凱傑 | 主持:大野智(代配#157、#211、#2017年新春SP、#281) 嘉賓:日村勇紀、小柳友(#242) |
| 陳灝瑋 | 主持:櫻井翔(代配#194、#225)、大野智(代配#257) 嘉賓:JOY(#208)、須賀健太(#229)、白井健三(#230)、三宅健(#233)、窪田正孝(#240)、加藤成亮(#243)、內海哲也(#246)、齊藤慎二(#249)、渡邊大(#251) |
| 梁偉德 | 主持:相葉雅紀(代配#203、#229)、松本潤(代配#307) 嘉賓:鶴野剛士(#126)、杉浦太陽(#129)、淺利陽介(#183)、生田斗真(#197)、(#183)、生田斗真(#197)、田中圭(#205)、又吉直樹(#207)、福士蒼汰(#212、#221)、成宮寬貴(#213)、龜梨和也(#215)、渡部豪太(#216)、狩野英孝(#220)、松坂桃李(#227)、三浦翔平(#228、#240)、內村航平(#230)、JOY(#233、#239)、椛島永次(#236)、河本準一(#242)、溝端淳平(#243)、三浦春馬(#245)、長野久義(#246)、綾部祐二(#249)                                                                                   |
| 伍博民 | 主持:二宮和也(代配#157) |
| 周倚天 | 主持:二宮和也(代配#216) 嘉賓:川田広樹(#234)、黒瀬純(#236)、馬場裕之(#239)、井上裕介(#240)、山根良顯(#243)、阿信小池(#246)、駒田徳廣(#249) |
| 黃淑芬 | 嘉賓:山田花子(#126)、濱田龍臣(#129)、井森美幸(#239)、谷村美月(#240)、貫地谷栞(#251) |
| 曾秀清 | 嘉賓:森泉(#126)、土屋安娜(#127)、RIKACO(#129) |
| 張方正 | 主持:相葉雅紀(代配#123) 嘉賓:加藤晴彦(#126)、川田広樹(#129)、小栗旬(#183)、江成和己(#194)、桐谷健太(#197)、北村有起哉(#203)、綾部祐二(#207、217)、升野英知(#211)、東山紀之(#213)、中山翔二(#215)、長嶋一茂(#216)、中村俊輔(#219)、板倉俊之(#221)、風間俊介(#222)、陣內智則(#224)、ビビる大木(#226)、鈴木亮平(#227)、安田顯(#228)、吉村崇(#229)、福田充德(#230)、岩井勇氣(#231)、千原Junior(#234)、佐藤哲夫(#236)、東貴博(#237)、山本博(#239)、石田明(#240)、田中卓志(#243)、龜井義行(#246)、莊司智春(#249)、濱田岳(#251) |
| 蘇強文 | 旁白:伊藤利尋(代配#220) |
| 李鎮然 | 主持:相葉雅紀(代配) 嘉賓:丸山智己(#183)、高嶋政宏(#203)、铃木浩介(#205)、田中圭(#212)、中尾明慶(#213)、DAIGO(#215)、(#216)、村上健志(#217)、中澤佑二(#219)、坂本昌行(#220)、KENCHI(#221)、藤田憲右(#222)、(#227)、(#228)、森田剛(#229)、德井義實(#230)、田村亮(#232)、小籔千豊(#234)、池田信太郎(#236)、森山直太朗(#237)、岡田准一(#241)、矢作兼、松岡昌宏(#242)、齋藤工(#245)、寺內崇幸(#246)、伊藤一朗(#249) |
| 鄭麗麗 | 嘉賓:(#126)、三船美佳(#129)、相武紗季(#183、#240)、小林星蘭(#194、#213)、國仲涼子(#197)、深田恭子(#199、#251)、小池荣子(#203、#221)、北川弘美(#205)、村上知子(#212)、菊川憐(#215)、黑谷友香(#216)、吉高由里子(#217)、小林麻耶(#218)、宮澤理惠(#223)、加藤綾子(#224)、片瀨那奈(#225)、岩坂名奈(#226)、本田翼(#228)、藤原紀香(#232)、近藤春菜(#235)、澤穗希(#241)、近藤春菜(#242) |
| 張頌欣 | 嘉賓:石原里美(#183)、熊田聖亞(#194)、香椎由宇(#197)、大島美幸(#212)、長野美鄉(#218)、廣末涼子(#221)、友近(#224)、大林素子(#226)、上野樹里(#231)、福島千里(#235)、大沢あかね(#237)、大原櫻子(#240)、水原希子(#243)、多部未華子(#245)、持田香織(#249) |
| 陳皓宜 | 嘉賓:野村麻純(#183)、谷花音(#194)、真木陽子(#197)、多部未華子(#203)、忽那汐里(#211)、藤井莉娜(#215)、鈴木奈奈(#217)、玉木碧(#218)、有村架純(#221)、岩崎恭子(#222)、北川景子(#223)、三田友梨佳(#224)、江畑幸子(#226)、成海璃子(#229)、谷村美月(#231)、武井咲(#232)、野口啓代(#235)、石原里美(#243)、山本美月(#245)、柏木陽平(#251) |
| 何璐怡 | 嘉賓:鈴木福(#194、#213)、熊田胡胡(#194)、剛力彩芽(#205、#227)、春香Christine(#208)、榮倉奈奈(#212)、神田愛花(#218)、黒田博之(#221)、內田嶺衣奈(#224)、Maggy(#233)、Rola(#236)、栗山千明(#244) |
| 羅杏芝 | 嘉賓:吉田沙保里(#200、#235)、浦上晟周(#211)、黒沢かずこ(#212、#225)、山田花子(#213)、潮田玲子(#218)、大西流星(#221)、本田朋子(#224)、木村沙織(#226)、片瀨那奈(#228)、壇蜜(#234)、川澄奈穗美(#241) |
| 陳卓智 | 嘉賓:(#129、#222)、原西孝幸(#194)、内間政成(#206)、植野行雄(#208)、日村勇纪(#211)、波岡一喜(#212)、富澤たけし(#213)、土田晃之(#215、#225)、小杉龍一(#216)、澤部佑(#217、#231)、矢作兼(#219)、堤下敦(#221)、小林劍道(#223)、荒川良良(#232)、Antony(#233)、博多大吉(#234)、大鶴義丹(#237)、秋山竜次(#239)、長瀨智也(#242)、渡部豪太(#244)、木下隆行(#245) |
| 陳永信 | 嘉賓:松重豐(#197)、高橋克實(#205)、今井雅之(#216)、真栄田賢(#228)、三村勝和、笹野高史(#242) |
| 黃積權 | 主持:相葉雅紀(代配) 嘉賓:神木隆之介(#211)、木村了(#229)、加藤凌平(#230)、福士蒼汰(#232)、知念侑李(#239)、野村周平(#245)、村田修一(#246)、岡田將生(#251) |
| 何寶珊 | 嘉賓:北原里英(#211)、原田夏希(#216)、片岡安祐美(#217、#235)、皆藤愛子(#218)、五十嵐陽向(#221)、(#222)、櫻庭奈奈美(#223)、三上真奈(#224)、菊地亞美(#226)、田中理惠(#230)、Darenogare明美(#233) |
| 葉振聲 | 嘉賓:福澤朗(#126)、高田延彦(#129)、藤本敏史(#194)、澤部佑(#205)、中山秀征(#208、#239)、板尾創路(#211)、伊達みきお(#213)、柳澤慎吾(#215)、吉田敬(#216)、渡辺裕之(#217)、小木博明(#219)、武田修宏(#222)、今田耕司(#223)、三宅正治(#224)、上島竜兵(#225)、眞鍋政義(#226)、松木安太郎(#227)、生瀨勝久(#229)、大倉孝二(#231)、植野行雄(#232-#233)、照屋年之(#234)、陣内孝則(#236)、花田虎上(#237)、土田晃之(#242)、小市慢太郎(#245)、美木良介(#249)、(#251)                                                                   |
| 魏惠娥 | 嘉賓:光浦靖子(#218)、大島美幸(#225)、宮下遙(#226)、江角真紀子(#228)、夏木麻里(#231)、箕輪遙(#235)、高橋真麻(#237) |
| 麥皓豐 | 嘉賓:Yuji(#208、#233)、仲村亨(#244) |
| 吳羨婷 | 嘉賓:LiLiCo(#208)、大久保佳代子(#218) |
| 朱子聰 | 嘉賓:中村雅俊(#223) |
| 劉惠雲 | 嘉賓:Becky(#225) |
| 黃昕瑜 | 嘉賓:新鍋理沙(#226)、大儀見優季(#235)、大家志津香(#236)、赤井沙希(#237)、白石麻衣(#239)、有村架純(#243) |
| 鍾見麟 | 嘉賓:龜山耕平(#230)、山崎賢人(#244) |
| 黃瑩瑩 | 嘉賓:野瀨瞳(#235)、近賀由香里(#241)、戶田惠梨香(#242) |
| 謝潔貞 | 嘉賓:YOU(#242) |
| 林元春 | 嘉賓:南山千明(#241)、水野美紀(#244) |
| 張錦江 | 嘉賓:鮑伯·薩普、大塚範一(#242)、小峠英二(#244) |
| 馮錦堂 | 嘉賓:大竹一樹、城島茂(#242) |
| 曾佩儀 | 嘉賓:蘆田愛菜(#242) |
| 潘文柏 | 嘉賓:椎名桔平(#242) |
| 黃玉娟 | 嘉賓:西尾由佳理(#242) |
| 盧國權 | 嘉賓:堺正章(#242) |
| 劉昭文 | 嘉賓:哀川翔(#242) |
| 胡家豪 | 嘉賓:生田斗真(#242) |
| 成瑤孆 | 嘉賓:中野美奈子(#242) |
| 柚子蜜 | 嘉賓:Rola(#242) |
| 李錦綸 | 嘉賓:兒嶋一哉(#242)、伊藤淳史(#244) |
| 蕭徽勇 | 嘉賓:西村瑞樹(#244) |
| 林筠翔 | 嘉賓:木本武宏(#245)、菅野智之(#246) |
| 劉奕希 | 嘉賓:杉山英司(#249) |

### Astro全佳HD集數對照
- 2015年8月21日起每周五 21:00 - 22:00 时段播出
- 原音以及配有华语和英文字幕播出

| 全佳HD集數 | 1   | 2   | 3 | 4 | 5 | 6 | 7 | 8 | 9 | 10 |
| 原集數     | 188 | 264 | - | - | - | - | - | - | - | -  |

## 外部連結
- 官方網頁 （页面存档备份，存于）
- VS嵐的X（前Twitter）

## 節目的變遷
| 日本 富士電視台 · 週六 12:59 - 13:30 | 日本 富士電視台 · 週六 12:59 - 13:30    | 日本 富士電視台 · 週六 12:59 - 13:30 |
| ------------------------------------ | --------------------------------------- | ------------------------------------ |
|                                      | VS嵐 （2008年4月12日－2009年9月19日）   |                                      |
| —                                    | —                                       |                                      |
| 週四 19:00 - 19:57                   |                                         |                                      |
| —                                    | VS嵐 （2009年10月22日－2020年12月24日） | VS魂                                 |

| 香港 J2 星期六 19:00-20:00 · 2017年11月4日暫停播映       | 香港 J2 星期六 19:00-20:00 · 2017年11月4日暫停播映     | 香港 J2 星期六 19:00-20:00 · 2017年11月4日暫停播映 |
| -------------------------------------------------------- | ------------------------------------------------------ | -------------------------------------------------- |
|                                                          | VS嵐 （2017年4月8日－2018年1月6日）                    |                                                    |
| 東京攻略                                                 | 孖妹遊克羅地亞                                         |                                                    |
| 香港 J2 星期五 21:00-23:00                               |                                                        |                                                    |
| Busking不停音樂 （21:00-22:00） 異鄉醫生 （22:00-23:00） | 注意！「嵐」色警報！ 選播集數：（原版）406 (2017.9.29) | 滋味行 （21:00-22:00） 異鄉醫生 （22:00-23:00）    |
| 香港 J2 星期四 23:35-02:35                               |                                                        |                                                    |
| —                                                        | 「嵐」財兩旺 選播集數：（原版）429 (2018.2.15)         | —                                                  |

| 臺灣 緯來日本台 | 臺灣 緯來日本台 | 臺灣 緯來日本台 |
| --------------- | --------------- | --------------- |
|                 | 嵐的大運動會    |                 |
| —               | —               |                 |

| 马来西亚 Astro全佳HD | 马来西亚 Astro全佳HD | 马来西亚 Astro全佳HD |
| -------------------- | -------------------- | -------------------- |
|                      | VS嵐                 |                      |
| —                    | —                    |                      |

| 臺灣 民視無線台 每週六 19:00 - 20:00 | 臺灣 民視無線台 每週六 19:00 - 20:00 | 臺灣 民視無線台 每週六 19:00 - 20:00 |
| ------------------------------------ | ------------------------------------ | ------------------------------------ |
|                                      | 嵐的運動會 (2021.9.18 -2022.01.08)   |                                      |
| 我們練愛吧 (2021.3.13 - 2021.9.11)   | 110年全國大專校院熱舞大賽            |                                      |